# Johannes von Moltke
Johannes von Moltke (* 13. August 1966 in Göttingen) ist ein deutscher Filmwissenschaftler und Germanist.

## Leben
Johannes von Moltke ist ein Enkel des Widerstandskämpfers Helmuth James Graf von Moltke und dessen Frau Freya von Moltke.
Er studierte am Dartmouth College und in Toulouse Komparatistik und erlangte 1989 am Dartmouth College einen Bachelorgrad. Von 1993 bis 1998 war er wissenschaftlicher Mitarbeiter im Fachbereich Kulturpädagogik an der Universität Hildesheim. 1998 wurde er an der Duke University mit der Dissertation: Beyond authenticity: experience, identity, and performance in the new German cinema promoviert.
Moltke ist seit 1998 Professor für German Studies sowie Film, Fernsehen und Medienwissenschaften an der University of Michigan. 2019/2020 war er Präsident der German Studies Association.
Seine Forschungs- und Lehrschwerpunkte sind Film und deutsche Kulturgeschichte des 20. und 21. Jahrhunderts. Ein weiterer Schwerpunkt liegt auf Siegfried Kracauer. Auch an deutschen Universitäten hält er regelmäßig Vorträge. Er war unter anderem Stipendiat der Alexander-von-Humboldt-Stiftung und 2018/2019 Senior Fellow am Freiburg Institute for Advanced Studies.

## Schriften (Auswahl)
- No place like home. Locations of Heimat in German cinema. Berkeley 2005, ISBN 0-520-24410-9.
- mit Gerd Gemünden (Hg.): Culture in the anteroom. The legacies of Siegfried Kracauer. Ann Arbor 2012, ISBN 978-0-472-05167-0.
- mit Kristy Rawson (Hg.): Siegfried Kracauer's American Writings: Essays on Film and Popular Culture, Berkeley 2012, ISBN 978-0-520-27183-8.
- The curious humanist. Siegfried Kracauer in America. Oakland 2016, ISBN 0-520-29094-1.
- mit Sabine Biebl und Helmut Lethen (Hg.): Siegfried Kracauers Grenzgänge. Zur Rettung des Realen. Frankfurt am Main 2019, ISBN 3-593-50728-5.